# Kynäsluoto
Kynäsluoto är en ö i Finland.   Den ligger i kommunen Påmark i den ekonomiska regionen  Björneborgs ekonomiska region  och landskapet Satakunta, i den sydvästra delen av landet, 220 km nordväst om huvudstaden Helsingfors. Kynäsluoto ligger i sjön Inhottujärvi.